# عزیز فریسات
عزیز فریسات (زاده ۱۳۵۶) بازیکن سابق باشگاه فوتبال فولاد خوزستان است. او هم‌اکنون به عنوان سرمربی  تیم  استقلال ملاثانی فعالیت خود را در دنیای فوتبال ادامه می‌دهد.